# Chenecey-Buillon
Chenecey-Buillon är en kommun i departementet Doubs i regionen Bourgogne-Franche-Comté i östra Frankrike. Kommunen ligger i kantonen Quingey som tillhör arrondissementet Besançon. År 2022 hade Chenecey-Buillon 496 invånare.

## Befolkningsutveckling
Antalet invånare i kommunen Chenecey-Buillon
Referens:INSEE